# اینورنس، کبک
اینورنس (به فرانسوی: Inverness) شهری در منطقه شهری لرابل ناحیه سانتر-دو-کبک در استان کبک کانادا است. در سرشماری سال ۲۰۱۱ این شهر ۸۴۷ نفر جمعیت داشته‌است و مساحت آن ۱۷۶٫۳۵ کیلومتر مربع است.